# Christoph Krenn
Christoph Krenn, né le 7 juillet 1994, est un skieur alpin autrichien, spécialiste des épreuves de vitesse.

## Carrière
Krenn fait ses débuts en Coupe du monde en décembre 2016 au super G de Santa Caterina, où il est 28e, lui apportant ses premiers points. En parallèle, il court dans la Coupe d'Europe, où il gagne sa première manche à Reiteralm en décembre 2016. Lors de la saison 2018-2019, il réalise une bonne performance sur sa deuxième course, terminant sixième du super G de Beaver Creek. Il devient champion d'Autriche de cette discipline en fin de saison.

## Palmarès

### Coupe du monde
- Meilleur classement général : 79e en 2019.
- Meilleur résultat : 6e.

#### Différents classements en Coupe du monde
| Saison / Épreuve | Saison / Épreuve | Général | Général | Descente | Descente | Super G | Super G | Slalom géant | Slalom géant | Combiné | Combiné |
| ---------------- | ---------------- | ------- | ------- | -------- | -------- | ------- | ------- | ------------ | ------------ | ------- | ------- |
| Saison / Épreuve | Saison / Épreuve | Class.  | Points  | Class.   | Points   | Class.  | Points  | Class.       | Points       | Class.  | Points  |
| 2017             | 2017             | 158e    | 3       | -        | -        | 53e     | 3       | -            | -            | -       | -       |
| 2018             | 2018             | 129e    | 15      | 48e      | 9        | 46e     | 6       | -            | -            | -       | -       |
| 2019             | 2019             | 79e     | 72      | -        | -        | 19e     | 72      | -            | -            | -       |         |

### Coupe d'Europe
- Meilleur classement général : 9e en 2018.
- Vainqueur du classement du super G en 2018.
- 2 victoires en super G.

En date mars 2019

### Championnats d'Autriche
- Champion de super G en 2019.